# Campo de Murviedro
El Campo de Murviedro (en valenciano y oficialmente Camp de Morvedre) es una comarca de la Comunidad Valenciana, España. Está situada en el norte de la provincia de Valencia, con capital en Sagunto. Su nombre alude a la antigua denominación de Murviedro, nombre que recibió Sagunto hasta el siglo XIX.

## Toponimia
El nombre de Murviedro procede del latín Murus Veteris ("muro viejo"), aludiendo a la antigüedad del área de Murviedro (nombre de las ruinas romanas de Sagunto hasta el siglo XIX) y de sus murallas defensivas.

## Municipios
| Municipio              | Población (2023) | Superficie | Densidad |
| ---------------------- | ---------------- | ---------- | -------- |
| Sagunto                | 70486            | 132,36     | 532,53   |
| Canet de Berenguer     | 7252             | 3,84       | 1888,54  |
| Gilet                  | 3826             | 11,28      | 339,18   |
| Faura                  | 3628             | 1,64       | 2212,20  |
| Benifairó de les Valls | 2315             | 4,35       | 532,18   |
| Quartell               | 1688             | 3,18       | 530,82   |
| Estivella              | 1599             | 20,92      | 76,43    |
| Albalat dels Tarongers | 1447             | 21,34      | 67,81    |
| Algimia de Alfara      | 1109             | 14,45      | 76,75    |
| Petrés                 | 1107             | 1,87       | 591,98   |
| Quart de les Valls     | 1057             | 8,43       | 125,39   |
| Torres Torres          | 747              | 11,77      | 63,47    |
| Benavites              | 677              | 4,27       | 158,55   |
| Alfara de la Baronía   | 606              | 11,71      | 51,75    |
| Algar de Palancia      | 528              | 13,17      | 40,09    |
| Segart                 | 172              | 6,64       | 25,90    |
| Total                  | 98244            | 271,22     | 362,23   |

## Geografía
Limita por el norte con la Plana Baja (Castellón), al este con el mar Mediterráneo, al sur con la Huerta Norte, y al oeste con el Alto Palancia (Castellón) y el Campo de Turia. 

## Lengua
El Campo de Murviedro se encuentra ubicado dentro del ámbito lingüístico valencianoparlante.

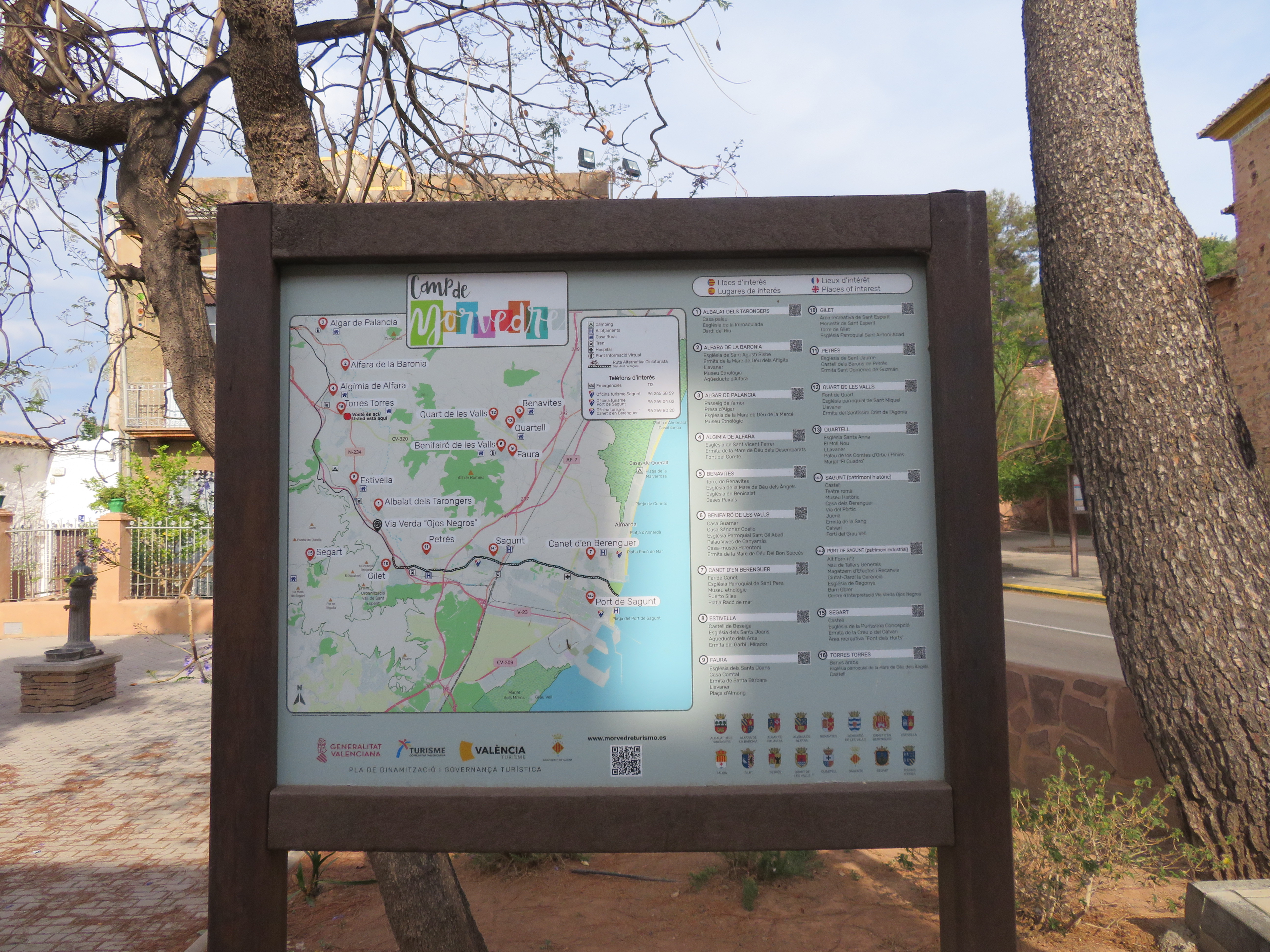
Plano informativo de la comarca del Camp de Morvedre en la provincia de Valencia.

## Delimitaciones históricas
Esta comarca es de creación moderna, en el año 1989, y comprende la antigua comarca de Valle de Segó, y parte de la histórica Calderona. Estas comarcas antiguas aparecen en el mapa de comarcas de Emili Beüt "Comarques naturals del Regne de València" publicado en el año 1934.
Con anterioridad se cita en el libro histórico de Emma Dunia Vidal Prades denominado "La Cartuja de Vall de Crist en el fin del Antiguo Régimen"; que la Cartuja de Valldecrist (Villa de Altura) poseyó terrenos, masías y casas; bajo su jurisdicción, durante los años en que estuvo vigente.